# Marek Andrzej Wagner
Marek Andrzej Wagner – profesor nadzwyczajny Akademii Sztuk Pięknych im. Władysława Strzemińskiego w Łodzi, prowadzący Pracownię Rzeźby i Działań w Przestrzeni na Wydziale Sztuk Wizualnych.

## Życiorys
W roku 1973 uzyskał dyplom na Wydziale Tkaniny, a w 1974 – dyplom na Wydziale Grafiki w Wyższej Szkole Sztuk Plastycznych w Łodzi (obecnie Akademia Sztuk Pięknych im. Wł. Strzemińskiego w Łodzi).
W pierwszym dwudziestoleciu swojej pracy twórczej zajmował się głównie malarstwem i rysunkiem, by w trzeciej dekadzie twórczości zainteresować się tworzeniem prac trójwymiarowych.
W swojej domowej pracowni korzystając ze współczesnych technologii konstruuje wieloelementowe instalacje.

## Etapy kariery zawodowej
- 1972 – asystent w Pracowni Tkaniny Unikatowej prof. Janiny Pierzgalskiej
- 1974 – asystent w Pracowni Malarstwa i Rysunku doc. Jerzego Kudukisa
- 1983 – adiunkt na Wydziale Malarstwa ASP w Warszawie
- 1990 – adiunkt II stopnia na Wydziale Malarstwa ASP w Warszawie
- 1991 – profesor prowadzący Pracownię Malarstwa i Rysunku na Wydziale Ubioru i Tkaniny, ASP Łódź
- 1995 – uzyskał tytuł profesora nadzwyczajnego
- 2000 – profesor prowadzący Pracownię Malarstwa i Rysunku na Wydziale Edukacji Wizualnej, ASP Łódź.
- 2008 – profesor prowadzący Pracownię Rzeźby i Działań Przestrzennych na Wydziale Sztuk Wizualnych, ASP Łódź

## Odznaczenia
W roku 2012 za całokształt pracy artystycznej, popularyzację i szerzenie kultury polskiej został odznaczony Srebrnym Medalem „Zasłużony Kulturze Gloria Artis”.

## Wystawy indywidualne (wybór)
- Między intelektualnością a zmysłowością, 2012, Galeria Remedium, Łódź[9]
- Trójkąt sztuki, 2011, Galeria Nová síň, Ostrawa, Czechy
- Zatrzymani w ruchu, 2011, Galeria Manhattan, Łódź[10]
- Installationen, 2006, Inselgalerie, Berlin, Niemcy
- L’Art Polonais de l’Object – Polska Sztuka Obiektu, 2005, Galeria Opera; Dni Kultury Polskiej, Algieria
- Wystawa obiektów, 2005, Himmelreich Galerie, Magdeburg, Niemcy
- The Town, 2000, Musik Paviljongen Örebro, Szwecja
- Wystawa malarstwa, 1995, Galerie Espace Degré, Luksemburg
- Wystawa prac, 1994, Galeria Północna, Szczecin
- Wystawa malarstwa, 1993, Condat GmbH, Berlin
- Wystawa rysunku i malarstwa, 1991, Victoria, Berlin, Niemcy
- Wystawa rysunku i malarstwa, 1991, Galeria MB, Sztokholm, Szwecja
- Wystawa rysunku i malarstwa:Kocken Galerie, 1989, Kevelaer, Niemcy
- Wystawa rysunku i malarstwa, 1985, Demedhuis Gallerie, St. Baafs-Vijve, Belgia
- Wystawa malarstwa w ramach „Bilderausstellung polnischer Künstler”, Buchschlag, 1976, Frankfurt nad Menem, Niemcy

## Wystawy zbiorowe (wybór)
- Sztuka, obiekt, zapis 4, Festiwal Sztuka i Dokumentacja, 2012, Galeria Imaginarium, Łódzki Dom Kultury
- Thymos – sztuka gniewu 1900-2011, 2011, Centrum Sztuki Współczesnej, Toruń
- Linie - wystawa prac pedagogów ASP w Łodzi, 2009, Galeria Kobro, ASP Łódź
- Antypody umysłu, 2008, Galeria Manhattan, Łódź
- Kunstgarten Symposium, realizacja 3 obiektów w plenerze, 2005, Pasewalk, Niemcy
- Sztuka Stołu, Arsenal, Metz, 2004, Galeria Opera, Francja
- Das Kleine Format IX, 2004,Galerie Süd Feuerwache, Magdeburg, Niemcy
- Sztuka papieru – Piąty żywioł, 2003, BWA, Bielsko-Biała
- Corso Polonia - wystawa polskiej sztuki współczesnej - obiekty, 2003, Hale Trajana, Rzym, Włochy
- Polska Sztuka przedmiotu - wystawa 20 polskich artystów: Muzeum Nauki i Techniki, Kordowa, 2002, zamek Reales Alcázares, Sewilla;La Beneficiencia, Walencja; Museo de la Ciudad, Madryt, Hiszpania
- Internationale Textilkunst Graz – 16, 2000, Galerie Kulturhof Raiffeisenhof, Graz, Austria
- Internationale Kunst „Eine Retrospektive, 1999, Condat Galerie, Berlin, Niemcy
- IX Międzynarodowe Triennale Tkaniny, 1998, Centralne Muzeum Włókiennictwa, Łódź
- Dwudziestu artystów polskich,1996, l’Hôtel de Ville, Lyon, Francja
- Wystawa Polskiej Tkaniny Artystycznej,1994, Uitnodiging Allersmaborg, Holandia
- Wystawa malarstwa Art Network, Galerie Schepper, 1992, Amsterdam, Holandia
- Nouvelle Pologne Artistique, Instytut Polski, 1990, Paryż, Francja
- International Fine Arts Exhibition, 1989, Budapeszt, Węgry
- Ogólnopolska Wystawa Rysunku im. Andriollego, 1987, Lublin
- Malerei, Textunikate, Schmuckunikate”, 1985, V Galerie, Norymberga, Niemcy
- Wystawa rysunku, Jacob Gallery, 1982, Atlanta, USA
- Grafika Projektowa – wystawa prac i realizacji graficznych, 1977, Salon BWA, Łódź
- Design Proportion Exhibition, 1976, Tokio, Japonia
- Wystawa poplenerowa studentów krajów nadbałtyckich, 1973, Gdańsk